# Saguinus mystax
Saguinus mystax (тамарин вусатий) — вид широконосих приматів родини ігрункові (Callitrichidae). Вид поширений у тропічних лісах Бразилії, Перу та на півночі Болівії. Тіло чорного забарвлення з білим горлом та мордою. Живиться фруктами, деревним соком та комахами.